# Wołkowszczyzna (rejon głębocki)
Wołkowszczyzna (biał. Воўкаўшчына; ros. Волковщина) – wieś na Białorusi, w obwodzie witebskim, w rejonie głębockim, w sielsowiecie Koroby.

## Historia
W czasach zaborów wieś i folwark w gminie Sitce, w powiecie wilejskim w guberni wileńskiej Imperium Rosyjskiego.
W dwudziestoleciu międzywojennym wieś i folwark a następnie kolonia leżały w Polsce, w województwie wileńskim, w powiecie duniłowickim (od 1926 postawskim), w gminie Norzyca, a następnie w gminie Głębokie.
Według Powszechnego Spisu Ludności z 1921 roku zamieszkiwało:
- wieś – 61 osób, wszystkie były wyznania rzymskokatolickiego. Jednocześnie 23 mieszkańców zadeklarowało polską, a 38 białoruską przynależność narodową. Było tu 12 budynków mieszkalnych[3]. W 1931 w 14 domach zamieszkiwały 54 osoby[4].
- folwark (późniejsza kolonia)  – 42 osoby, wszystkie były wyznania rzymskokatolickiego. Jednocześnie 18 mieszkańców zadeklarowało polską, a 44 białoruską przynależność narodową. Były tu 3 budynki mieszkalne[3]. W 1931 w 11 domach zamieszkiwało 50 osób[4].

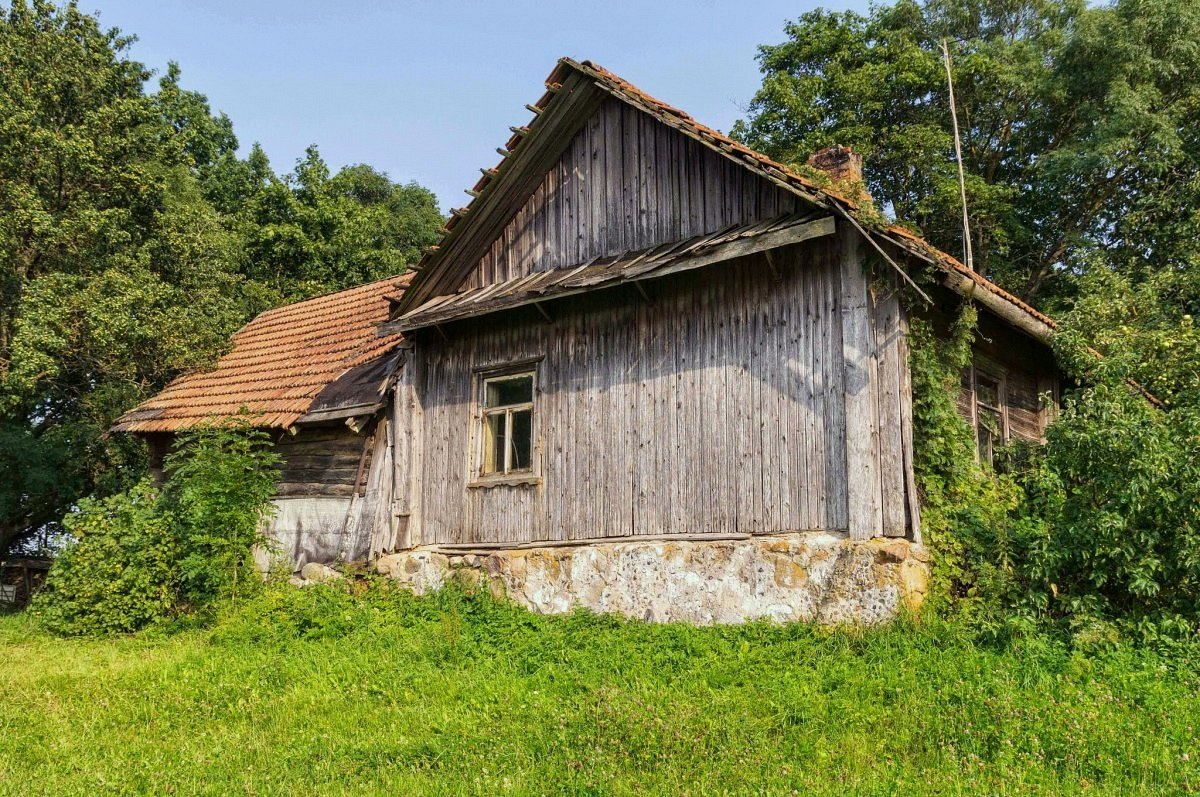
Folwark. Czworaki
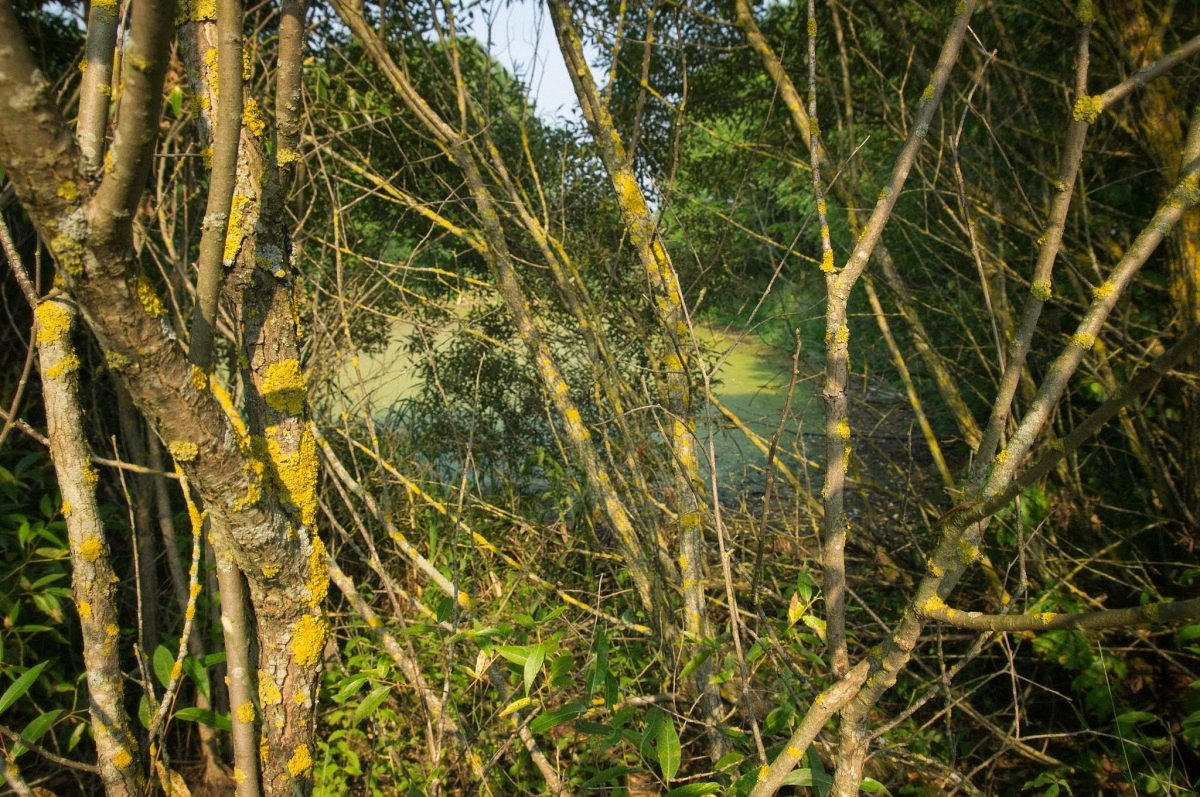
Folwark. Staw
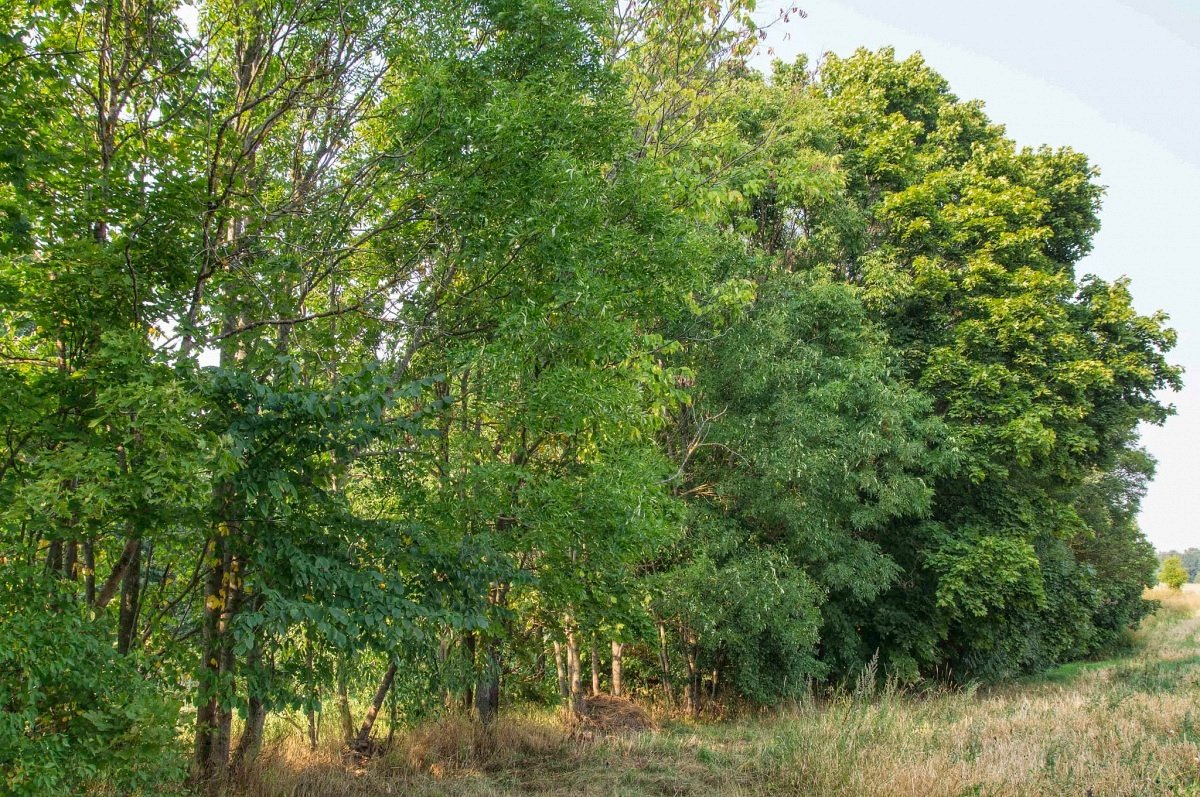
Resztki parku

Wierni należeli do parafii rzymskokatolickiej w Dzierkowszczyźnie. Miejscowość podlegała pod Sąd Grodzki w Głębokiem i Okręgowy w Wilnie; właściwy urząd pocztowy mieścił się w Głębokiem.
Po agresji ZSRR na Polskę w 1939 roku wieś znalazła się w granicach BSRR. W latach 1941–1944 była pod okupacją niemiecką. Następnie leżała w BSRR. Od 1991 roku w Republice Białorusi.
Do 1960 miejscowość wchodziła w skład sielsowietu Dzierkowszczyzna